# 長谷川智紀
長谷川 智紀（はせがわ ともき、1971年4月13日 - ）は、日本の写真家。東京都出身。
雑誌・書籍等を中心に活動している。

## 書籍
- 『DopingMac』　(1997年、ぶんか社)
- 『犬カフェ―犬と一緒にいけるカフェ&レストラン』（2003年、ソニーマガジンズ）
- 『minorizm』　茅原美里　(2006年、幻冬舎コミックス)
- 『おはよぅおかえり』　植田佳奈 (2006年、幻冬舎コミックス)
- 『Happy days』　千葉紗子　(2006年、幻冬舎コミックス)
- 『ローゼンメイデン・トロイメント ノクトゥルネ ―アニメファンブック』（2006年、幻冬舎コミックス）
- 『AkibaDays』　(2008年　ジャイブ)
- 『JAPAN乙女フェスティバル公式ファンブック』（2011年、エンターブレイン）
- 『コープスパーティー　ブラッドカバー リピーティッドフィアー　真相解析ファイル』（2010年、ジャイブ）
- 『コープスパーティーBook of Shadows真相解析ファイル』（2011年、ジャイブ）
- 『痛車娘。3』 (2012年、廣済堂出版)
- 『華道部』（2015年、一迅社）

## デジタル写真集
- 『VRおっぱい』シリーズ（2016年、Impress Quick Book）
- 『制服さんぽ』シリーズ（2017年、Impress Quick Book）

## 雑誌
- 『Tokyo１週間』（講談社）
- 『週刊ポスト』（小学館）
- 『HotDogPress』（講談社）
- 『ViVi』（講談社）
- 『Candoぴあ』（ぴあ）
- 『MEN'S WALKER』（角川マガジンズ）
- 『JーTRAIN』（イカロス出版）
- 『SPA』（扶桑社）

## CD・DVDジャケット
- 『チャージマン研! Tribute to Soundtracks vol.1』　(2010年、トラフィック・エンタテインメント)
- 『きらめくリズム vol.2 歌謡の花』　(2012年、スターマンレコード)
- 『ラジオCD　ゼロの使い魔F on the radio ～トリステイン王国へようこそ～』　(2012年5月30日、ブシロードメディア)
- 『Fairy Dance』REMI（2013年12月12日、Star Garnet Records）
- 『MissingSeason 〜Fairy Dance〜』REMI（2014年8月21日、Star Garnet Records）
- 『お父さんは生きている』（2016年、唐沢俊一ユニット）